# Georg VI av Imereti
Georg VI av Imereti, död 1722, var en georgisk monark. Han var kung i kungariket Imereti mellan 1702 och 1708.